# Formation de Besano
Grenzbitumenzone
La formation de Besano, également connue en Suisse sous le nom de Grenzbitumenzone, est une formation géologique située dans le sud des Alpes, plus précisément dans le nord-ouest de l'Italie et au sud de la Suisse. 
Cette succession mince mais fossilifère de dolomite et de Shale est célèbre pour sa préservation de la vie aquatique du Trias moyen (Anisien-Ladinien), notamment des poissons et des reptiles marins. Elle est exposée dans la région de Monte San Giorgio et de Besano. 
La formation est l'une des principales raisons de la désignation en tant que patrimoine mondial de l'UNESCO de la zone. La limite Anisien-Ladinien se situe dans la partie supérieure de la formation.

## Géologie

### Géologie générale
La formation est une bande relativement mince de dolomite sombre et de schiste, d'environ 5 à 16 m d'épaisseur totale. Elle s'étend sur environ 10 km d'est en ouest le long du bord nord du Monte San Giorgio et à travers la frontière suisse-italienne en direction de Besano,. En affleurements individuels, le Grenzbitumenzone recouvre la partie inférieure de la formation de San Salvatore (en), une formation épaisse et répandue riche en carbonates. Les parties ultérieures de la formation de San Salvatore, exposées au nord du Monte San Giorgio, sont partiellement isochrones avec la Grenzbitumenzone (formée en même temps). À son extrémité supérieure, la Grenzbitumenzone atteint la dolomite de San Giorgio, une formation avec moins de fossiles et une plus faible concentration de matière organique. La dolomite de San Giorgio elle-même succède le calcaire de Meride, riche en fossiles,.
Comme son surnom l'indique, les sédiments de la formation sont bitumineux, riches en matière organique au point qu'ils brûlent facilement. La dolomite grise laminée (finement stratifiée) contenant environ 20 % de matière organique constitue la majorité de la formation. La largeur des lamines dans ces couches de dolomite varie considérablement d'échelles submillimétriques à sub-centimétriques, en fonction de la variation des minéraux ou de la taille des grains. Les fossiles d'invertébrés et les grains de quartz isolés sont courants dans la dolomite, tandis que les vertébrés et les moisissures radiolaires sont moins souvent préservés. Les schistes noirs finement laminés contenant jusqu'à 40 % de matière organique constituent une plus petite partie. Les radiolaires et les fossiles de vertébrés sont courants dans les schistes. Cependant, les invertébrés sont pratiquement absents et les cristaux de dolomite et de quartz détritique sont rares. Ces principales couches de dolomite ou de schiste présentent très peu de signes de bioturbation ou de perturbation. La pyrite est présente mais rare, probablement une conséquence de la faible disponibilité du fer,. La matière organique peut être caractérisée comme du kérogène de type II, enrichi en composés hopane et porphyrine, bien que fortement appauvri en carbone 13. Ces biomarqueurs, une fois combinés, indiquent que la majeure partie de la matière organique provenait de cyanobactéries,,.
Les autres sédiments et types de roches sont rares dans la formation. De fines couches de dolomite laminée à grain fin de couleur blanche s'étendent sur une vaste zone. Ils contiennent très peu de matière organique et contiennent plutôt des fragments de coquilles et des péloïdes. Cette dolomite blanche représente probablement des dépôts distaux de turbidite, effondrés à partir de sources carbonatées voisines. Une origine similaire est déduite pour les couches de dolomie massives (non litées), qui ont une texture poreuse et des tailles de grains hétérogènes. Il existe des preuves de remaniement, car les fines couches de dolomite présentent rarement des couches ondulées ou sont déchirées en clastes par des courants profonds. Les couches de schiste noir conservent occasionnellement des bandes de chaille, dérivées de proliférations de radiolaires. De nombreuses couches étroites de bentonite (tuf volcanique) se trouvent dans toute la formation. Ils sont principalement composés d'illite et de montmorillonite, avec occasionnellement des cristaux de sanidine. Contrairement à la plupart des tufs du Trias des Alpes du Sud, les cristaux de plagioclase sont totalement absents.

### Paléoenvironnement
La formation est représentative d'un petit bassin intra-plateforme, un environnement marin profond et stable qui aurait été positionné parmi des récifs d'eau peu profonde et des plateformes carbonatées. Les plateformes carbonatées elles-mêmes sont préservées dans des séquences épaisses, comme la formation de San Salvatore plus au nord et à l'ouest, et le calcaire d'Esino plus à l'est. Le bassin de la Grenzbitumenzone peut avoir une largeur allant jusqu'à 20 km, si la formation de Perledo-Varenna à l'est du lac de Côme appartient également au bassin. Ce système de plates-formes et de bassins carbonatés s'est développé le long d'une langue occidentale de l'océan Téthys, qui a transgressé vers l'est au cours du Trias moyen.
Les alternances entre dolomite et schiste dans la Grenzbitumenzone sont probablement une conséquence des fluctuations du niveau de la mer. L'élévation du niveau de la mer aurait submergé les plates-formes carbonatées, ce qui pourrait avoir accru les dépôts de dolomite dans le bassin. Alternativement, cela aurait relié le bassin à d’autres zones riches en nutriments, entraînant une prolifération de phytoplancton et donc davantage de dépôts de schiste. Les laminages au sein des couches de dolomite correspondent à des niveaux de carbonate fluctuants, éventuellement liés au ruissellement des plateformes carbonatées lors des tempêtes.
Les sédiments de la Grenzbitumenzone ne sont pas perturbés par les organismes benthiques (vivant sur les fonds marins), tandis que les fossiles, la matière organique et les ions de métaux lourds bien conservés sont répandus. Ces preuves confortent l’opinion traditionnelle selon laquelle les fonds marins du bassin étaient complètement anoxiques, c'est-à-dire stagnants, privés d’oxygène et sans vie. Cependant, d’abondants fossiles de vie nectonique (nageante) et planctonique (flottant librement) indiquent que l’oxygène était plus concentré dans l’eau de mer plus proche de la surface. Il y a eu un débat sur l'origine ou l'intensité de cette forte stratification de la teneur en oxygène. Le bassin, bien que relativement profond, était probablement trop peu profond pour une stratification via des courants salins profonds ou un fort gradient de température. La vision traditionnelle attribue la responsabilité à une concentration de bactéries planctoniques au niveau intermédiaire de la colonne d'eau, divisant une partie supérieure oxique du bassin de la partie inférieure anoxique,,. Il existe peu de preuves d'une activité microbienne sur le fond marin lors du dépôt de la Grenzbitumenzone.
Des études ultérieures ont avancé que les fonds marins auraient pu être dysoxiques, avec de faibles niveaux d’oxygène, mais toujours plus élevés que dans les eaux anoxiques,. Parmi les fossiles les plus courants figurent Daonella (en), un bivalve qui suscite de vifs débats sur ses préférences en matière d'habitat. Les premières études ont fait valoir qu'il était pseudoplanctonique (en) (attaché à des objets flottants) ou qu'il provenait de zones moins profondes, congruent avec un fond marin anoxique de Grenzbitumenzone. Cependant, on pense désormais que Daonella vivait sur place au fond du bassin, se spécialisant dans un environnement dysoxique inhospitalier pour la plupart des autres animaux benthiques,. La désarticulation et la réorientation des fossiles de Grenzbitumenzone ont favorisé la présence de courants de fond faibles et oxygénés,,,. Les premières preuves des courants de fond étaient controversées et reposaient peut-être sur une illustration erronée,,, mais un échantillonnage plus approfondi des spécimens conforte la même conclusion générale,,.

### Taphonomie
Les fossiles de la Grenzbitumenzone sont généralement bien conservés, mais la plupart sont comprimés entre les couches de sédiments. Le compactage est beaucoup plus prononcé dans les fines couches de schiste que dans les couches plus épaisses de dolomite. La préservation des tissus mous est rare mais unique : elle comprend le cartilage de requin calcifié, les coprolithes et le contenu intestinal phosphatés, ainsi que les restes organiques d'écailles de reptiles. Dans un environnement dysoxique, la conservation aurait pu être facilitée par des tapis bactériens, adhérant et scellant un squelette sur le substrat,. Cependant, il n’existe aucune preuve directe de l’existence de ces mêmes tapis bactériens.
Les deux façons de quantifier la préservation d’un squelette sont l’exhaustivité (la proportion d’un squelette présent dans un fossile) et l’articulation (la proportion d’un squelette préservé en position de vie). L'exhaustivité et l'articulation des fossiles de Serpianosaurus sont variables, bien qu'elles soient en moyenne assez élevées. Les deux facteurs sont le plus clairement liés dans la tête, une partie lourde du squelette qui est la plus susceptible de couler en premier, se détachant du reste d'un corps flottant. Même ainsi, les spécimens sans tête et relativement incomplets sont rares, il est donc peu probable que les corps s'effondrent en flottant pendant une période prolongée. Les vertèbres et les côtes ont tendance à être désarticulées, mais seulement sur une courte distance. Les éléments périphériques comme les orteils sont également sujets à la désarticulation. La désarticulation est probablement le résultat de subtils courants d'eau profonde, au cours d'une longue période de lente décomposition sur le fond marin. Les têtes et les queues ont tendance à se courber dans la même direction, ce qui peut être une conséquence du flux de courant,.
Les fossiles de Saurichthys (en) dans la Grenzbitumenzone sont souvent bien conservés, bien que les spécimens désarticulés et tordus soient plus courants que dans les lits Cassina du calcaire de Meride. Cela peut être dû au faible taux de sédimentation de la Grenzbitumenzone par rapport au calcaire de Meride, ce qui laisse plus de temps pour l'influence des courants de fond avant l'enfouissement. Les lits de Cassina présentent également des preuves plus directes de la présence de tapis microbiens, qui auraient pu jouer un rôle dans la stabilisation des carcasses en décomposition.
À l'inverse, les fossiles d'ichthyosaures de la Grenzbitumenzone ont tendance à être plus complets que ceux trouvés dans les formations du Jurassique inférieur ailleurs en Europe. Il n’existe aucune région spécifique du corps avec une complétude significativement inférieure, ce qui suggère que les fossiles n’ont pas été affectés par le nettoyage préférentiel. L'exhaustivité des fossiles pourrait avoir été renforcée par la nature relativement petite et isolée du bassin de la Grenzbitumenzone, protégé de l'influence de courants marins plus forts.